# Леон, Пилин
Пили́н Лео́н (исп. Pilín León, наст. имя — Кармен Хосефина Леон Креспо (исп. Carmen Josefina León Crespo); род. 19 мая 1963, Маракай, штат Арагуа, Венесуэла) — венесуэльская фотомодель, Мисс Мира 1981 года.

## Мисс Мира
Кармен Хосефина Леон Креспо, более известная как Пилин Леон, родилась 19 мая 1963 года.
В 1981 году она представляла штат Арагуа на конкурсе красоты Мисс Венесуэла. Корона победительницы досталась Ирене Саэс Конде из штата Миранда. Но первой вице-мисс стала именно Пилин Леон. По условиям конкурса, Ирена Саэс Конде отправилась представлять страну на конкурс Мисс Вселенная, а Пилин Леон — на Мисс Мира.
Конкурс Мисс Мира 1981 проходил в Майами (предварительный этап) и Лондоне (финал). 12 ноября 1981 года состоялся заключительный этап конкурса. Кармен Хосефина Леон Креспо покорила судей своей красотой и изяществом. Она стала Мисс Мира 1981.

## Дальнейшая жизнь
После работы по годичному контракту с устроителями конкурса, Пилин Леон за необъявленную сумму продала своё имя нефтяной компании Petroleos de Venezuela SA, которая присвоила его одному из своих танкеров. В университете она изучала компьютерные технологии, но по специальности не работала. В течение нескольких лет вела выпуски новостей на телевидении. А затем создала собственную компанию, занимающуюся продвижением товаров на рынке, организацией презентаций и прочими делами, в которых титул «королевы красоты» ей очень даже помогает.
Вышла замуж за инженера Теодоро Переса. Сейчас у них трое детей.